# Смульська
Смульська (пол. Smulska) — село в Польщі, у гміні Залуський Плонського повіту Мазовецького воєводства.
Населення — 141 особа (2011).
У 1975-1998 роках село належало до Цехановського воєводства.

## Демографія
Демографічна структура станом на 31 березня 2011 року:
|          | Загалом | Допрацездатний вік | Працездатний вік | Постпрацездатний вік |
| -------- | ------- | ------------------ | ---------------- | -------------------- |
| Чоловіки | 69      | 10                 | 52               | 7                    |
| Жінки    | 72      | 16                 | 41               | 15                   |
| Разом    | 141     | 26                 | 93               | 22                   |